# Rick Dufay
Richard Marc "Rick" Dufay (Paris, 2 de fevereiro de 1952) é um guitarrista americano que tocou com a banda Aerosmith durante quatro anos, entre 1980 e 1984, período em que Brad Whitford saiu da banda.
Nascido em Paris, na França, antes de entrar para o Aerosmith ele lançou um disco intitulado Tender Loving Abuse, produzido pelo produtor do Aerosmith, Jack Douglas. E foi ele quem recomendou a substituição de Whitford. Dufay pode ser ouvido em partes do álbum Rock in a Hard Place, do Aerosmith.
Depois de deixar a banda ele fez parte de uma banda chamada Blue By Nature, junto com a vocalista
Karen Lawrence. Seu pai era o ator Richard Ney (1915-2004) e sua filha é a atriz Minka Kelly.